# Stapelia leendertziae
Stapelia leendertziae är en oleanderväxtart som beskrevs av Nicholas Edward Brown. Stapelia leendertziae ingår i släktet Stapelia och familjen oleanderväxter. Inga underarter finns listade i Catalogue of Life.